# Dag Englund
Dag Englund (né le 19 octobre 1906 à Oulu - mort le 1er septembre 1979 à Helsinki) est un architecte finlandais.

## Biographie
En 1933, il obtient son diplôme d'architecte de l'École supérieure technique d'Helsinki.
Ses ouvrages les plus significatifs sont l'aéroport d'Helsinki-Malmi et les bâtiments de la Faculté de médecine vétérinaire de l'université d'Helsinki conçus dans un style fonctionnaliste avec Vera Rosendahl.
Il a aussi conçu des bâtiments d'habitation et des usines dans différentes régions de Finlande.
On lui doit aussi entre-autres l'église de Vaala ou l'immeuble du 4 rue Satamakatu à Helsinki qu'il a conçu avec Oscar Bomanson et Bertel Jung.

## Galerie

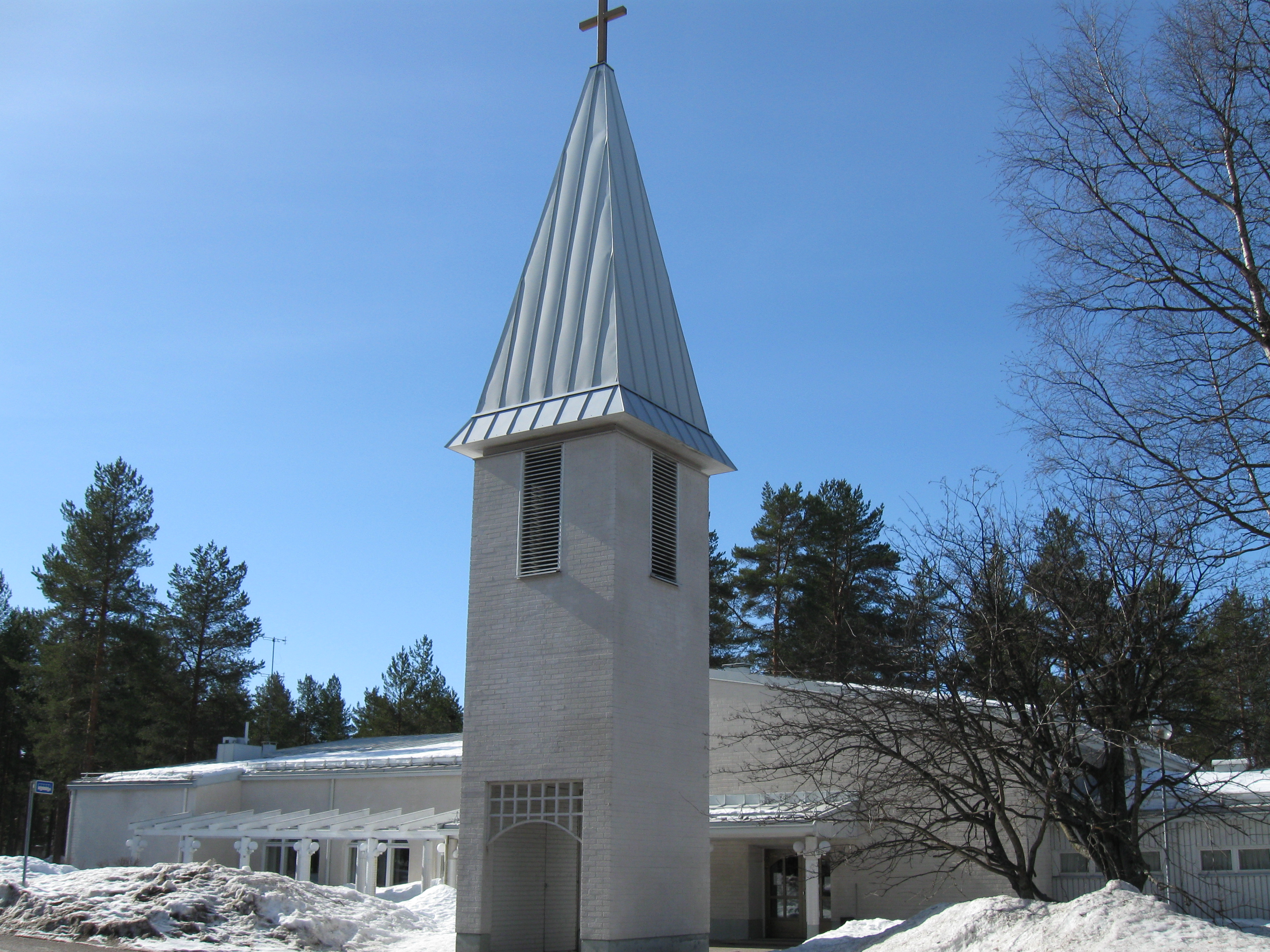
Église de Vaala
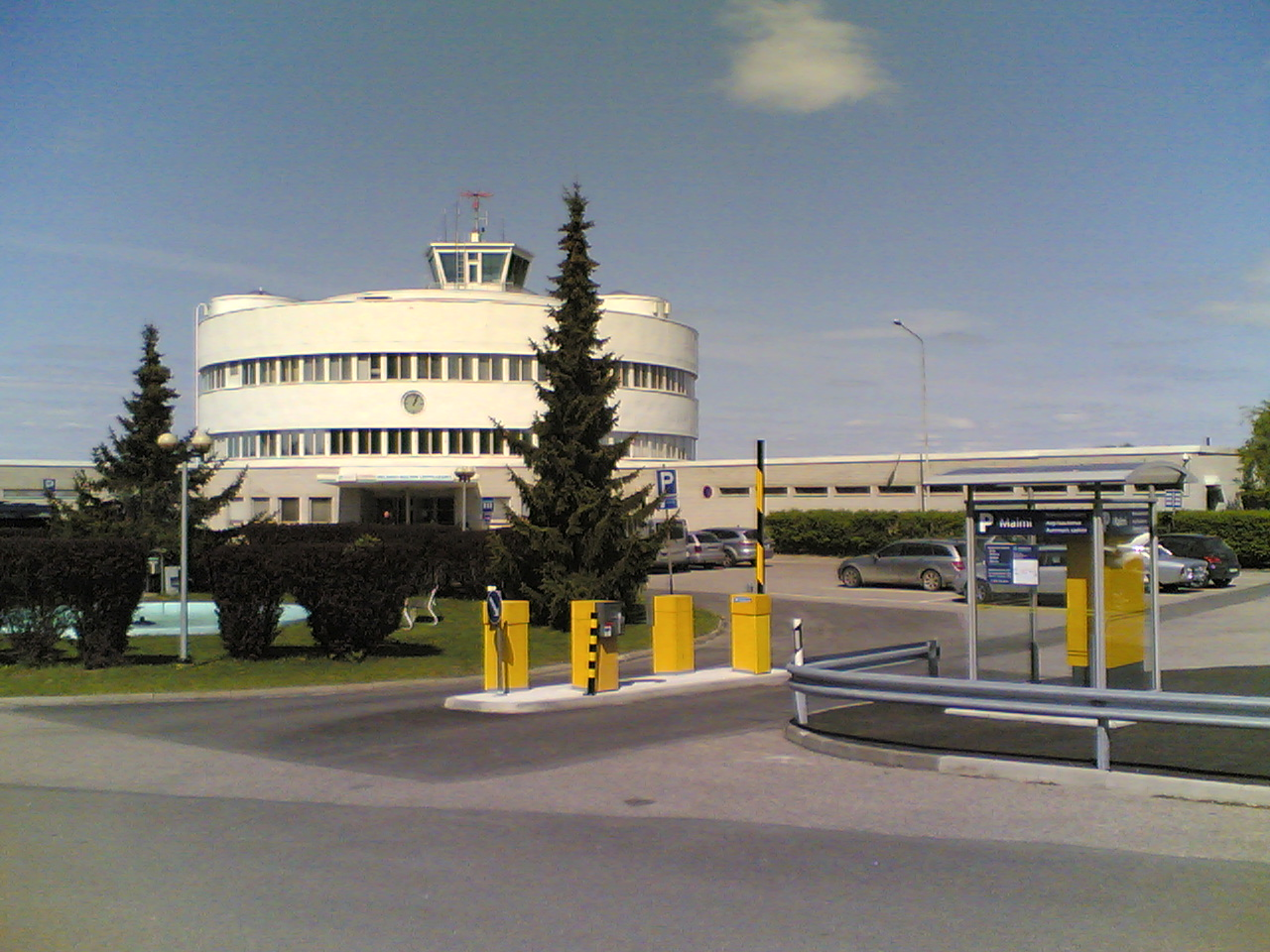
Aéroport d'Helsinki-Malmi
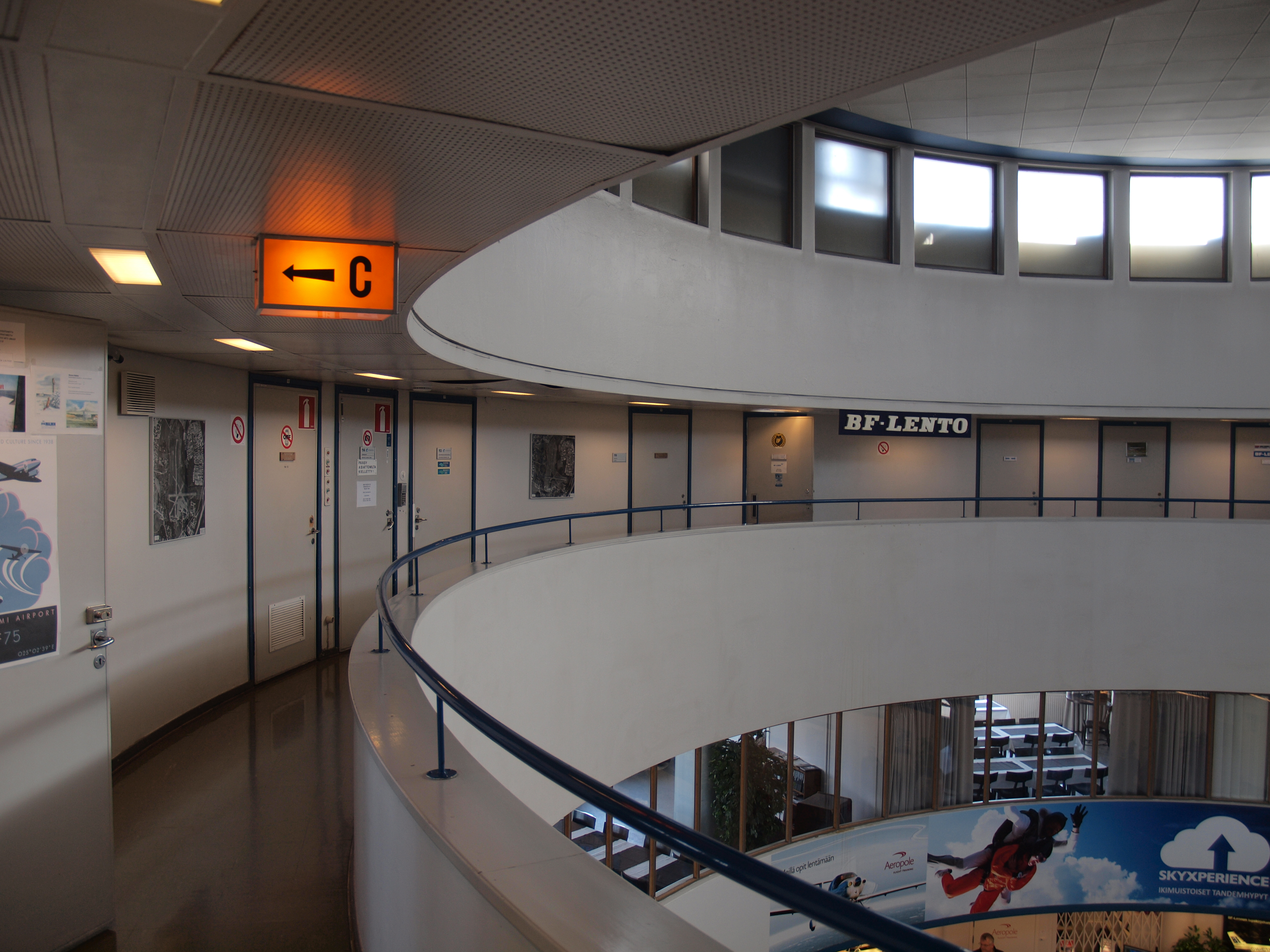
Aéroport d'Helsinki-Malmi
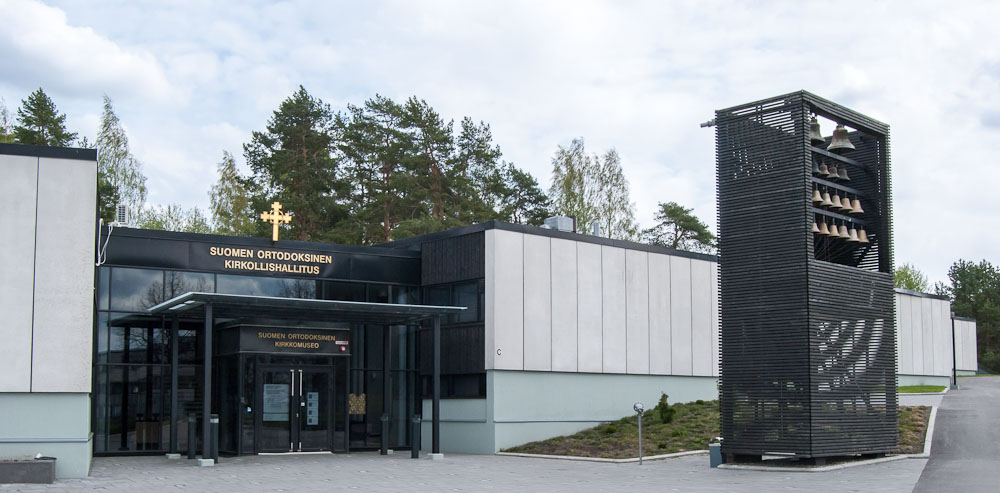
Musée de l'église orthodoxe de Finlande